# Crust
Crust – rodzaj fryzury; mniej ekstrawagancka, zminimalizowana forma irokeza.
Cechą charakterystyczną jest specyficzne ostrzyżenie i ułożenie włosów. Włosy krótko ostrzyżone lub wygolone, pozostawiając wąski pasek dłuższych włosów lub dredów w tylnej części głowy, biorący swój początek od połowy kości ciemieniowej i biegnący aż do karku. Ów pas często jest „podnoszony” przy pomocy żelu lub lakieru do włosów.